# Pierfelice Tagliacarne
Pierfelice Tagliacarne (* 22. Januar 1948 in Sannazzaro de’ Burgondi; † 25. Mai 2020 in München) war ein römisch-katholischer Theologe.

## Leben
1972 erwarb er das Lizentiat in katholischer Theologie an der Pontificia Università Gregoriana und 1976 Lizentiat in re biblica am Pontificio Istituto Biblico. Von 1972 bis 1975 studierte er biblische Wissenschaften am Päpstlichen Bibelinstitut Rom. Von 1977 bis 1985 arbeitete er als Übersetzer (Ex; Dtn) an der ökumenischen Übersetzung des Alten Testaments in das Italienische mit. Von 1980 bis 1982 hatte er einen Lehrauftrag für das biblische Hebräisch an der Kath.-Theologischen Fakultät der Universität Passau. Von 1982 bis 1985 war er
wissenschaftlicher Mitarbeiter an der Kath.-Theologischen Fakultät in Passau (Biblische Einleitungswissenschaft: Otto Knoch / Alttestamentliche Exegese: Günter Krinetzki). Von 1985 bis 1987 hatte er einen Lehrauftrag an der Kath.-Theologischen Fakultät der Universität Passau (Biblische Einleitung / Exegese AT). Nach der Promotion 1988 in Theologie an der Kath.-Theologischen Fakultät der Ludwig-Maximilians-Universität München (Hauptfach: Altes Testament bei Theodor Seidl) war er von 1988 bis 1991 wissenschaftlicher Mitarbeiter an der Kath.-Theologischen Fakultät der Universität Passau (Alttestamentliche Exegese: Paul Maiberger / Kirchenrecht: Helmuth Pree). Von 1991 bis 2013 lehrte er als Professor für Exegese des Alten Testaments und Biblische Didaktik an der Fakultät Religionspädagogik / Kirchliche Bildungsarbeit der Katholischen Universität Eichstätt-Ingolstadt. Von Oktober 1996 bis März 2009 hatte er einen Lehrauftrag für alttestamentliche Einleitungswissenschaften an der Hochschule für Philosophie München. Von 2003 bis 2014 war er katholischer Vorsitzender der Gesellschaft für Christlich-Jüdische Zusammenarbeit München. Seit dem 21. Mai 2014 war er deren Ehrenvorsitzender.

## Werke (Auswahl)
- „Keiner war wie er“. Untersuchung zur Struktur von 2 Könige 22–23 (= Arbeiten zu Text und Sprache im Alten Testament. Band 31). EOS-Verlag, Sankt Ottilien 1989, ISBN 3-88096-531-5 (zugleich Dissertation, München 1988).
- mit Franz Böhmisch (Hrsg.): Günter Krinetzki: Rechtsprechung und Amt im Deuteronomium. Zur Exegese der Gesetze Dtn 16, 18–20; 17, 8–18, 22. Lang, Frankfurt am Main/Berlin/Bern/New York/Paris/Wien 1993, ISBN 3-631-46472-X.
- mit Markus Eham (Hrsg.): «Es ist wie mit dem Sauerteig ...». Religionspädagog/inn/en engagieren sich. 25 Jahre Fachhochschulstudiengang Religionspädagogik und Kirchliche Bildungsarbeit an der Katholischen Universität Eichstätt. Wißner, Augsburg 1998, ISBN 3-89639-117-8.